# Richard La Pierre
Gottlieb Henri Richard La Pierre, auch Lapierre (* 21. Januar 1842 in Berlin; † 14. Oktober 1893 in Berlin) war ein deutscher Architekt und preußischer Baubeamter.

## Leben
Richard La Pierre entstammt einer Hugenottenfamilie. Sein Vater war der Lehrer und Kirchensänger Jean Frédéric La Pierre, seine Mutter eine geborene Matthaes. Nach dem Schulbesuch begann er als Eleve bei Hermann Ende und machte eine Feldmesserlehre. Sein anschließendes Studium an der Berliner Bauakademie schloss er 1866 mit der Bauführerprüfung (dem ersten Staatsexamen) ab und war danach im Vorbereitungsdienst praktisch tätig bei Eisenbahnbauten in Berlin. Im Oktober 1872 legte er die Baumeisterprüfung (das zweite Staatsexamen) ab und erhielt eine Anstellung als Abteilungs-Baumeister bei der Nordbahn und war zeitweilig Mitarbeiter bei Richard Lucae. Im März 1877 wurde er zum Landbaumeister ernannt und arbeitete als Hilfslehrer an der Berliner Bauakademie. 1879 wechselte er zur Garnison-Bauverwaltung, wurde 1880 zum Garnison-Bauinspektor und 1889 zum Intendantur- und Baurat befördert.

## Bauten

### In Berlin
- 1869–1871: Empfangsgebäude des Lehrter Bahnhofs in Moabit (nach Entwurf von Alfred Lent; zusammen mit Bertold Scholz)
- 1874–1875: Bauleitung beim Umbau der Bauakademie auf dem Friedrichswerder (nach Entwurf von Richard Lucae)
- bis 1877: Mitarbeit beim Bau des Empfangsgebäudes des Stettiner Bahnhofs in der Oranienburger Vorstadt
- 1878–1881: Bauleitung beim Bau der Kaserne des 1. Garde-Feld-Artillerie-Regiments an der Kruppstraße in Moabit (zusammen mit Oskar Appelius, nach Entwurf von Gustav Voigtel und Otto Heimerdinger)[1][2]
- 1879–1880: Erweiterung der Ulanenkaserne in Moabit (zusammen mit Appelius, nach Entwurf von Verworn) mit Offizierskasino Perleberger Straße 62 (Bauleitung als Ablösung von Appelius, nach Entwurf von Otto Heimerdinger; nach dem Zweiten Weltkrieg als Ballhaus Tiergarten genutzt, seit 2001 Sitz der Usbekischen Botschaft)[3]
- 1879–1881: Oberfeuerwerkerschule in Moabit, Invalidenstraße / Lehrter Straße (Bauleitung, zusammen mit Appelius, nach Entwurf von Verworn; nicht erhalten)
- 1880–1883: Erweiterung der Kaiser-Wilhelms-Militärärzteakademie am Reichstagufer in der Dorotheenstadt
- 1886–1889: Erweiterung der Kaserne an der Kruppstraße in Moabit (zusammen mit August Leo Zaar)[4]
- 1888–1890: Erweiterung des Kriegsministeriums in der Friedrichstadt, Wilhelmstraße 82–85[5]

### Außerhalb Berlins
- 1872–1876: Bauleitung beim Neubau des Stadttheaters in Magdeburg (nach Entwurf von Richard Lucae)
- 1873–1876: Bauleitung beim Neubau des Opernhauses in Frankfurt am Main (nach Entwurf von Lucae)